# Sc Heerenveen in het seizoen 2009/10 (vrouwen)
Het seizoen 2009/2010 is het 3e jaar in het bestaan van de Heerenveense vrouwenvoetbalclub sc Heerenveen. De club kwam uit in de Eredivisie en heeft deelgenomen aan het toernooi om de KNVB beker.

## Wedstrijdstatistieken

### Eredivisie
|       | AZ    | ADO Den Haag | Willem II | FC Twente | FC Utrecht |
| ----- | ----- | ------------ | --------- | --------- | ---------- |
| Thuis | 0 – 2 | 0 – 0        | 0 – 2     | 4 – 3     | 0 – 1      |
| Uit   | 2 – 0 | 0 – 0        | 1 – 0     | 1 – 1     | 4 – 1      |
|       |       |              |           |           |            |
| Thuis | 1 – 1 | 1 – 2        | 2 – 0     | 1 – 1     | 2 – 1      |
| Uit   | 3 – 1 | 1 – 0        | 1 – 0     | 3 – 3     | 1 – 2      |

### KNVB beker
| 2e ronde                                   | SC 't Zand                                        | 0 – 7 (0 – ?) | sc Heerenveen  |  |
| Plaats: Tilburg Sportcomplex Bijstervelden |                                                   |               | Onbekend       |  |
| Achtste finale                             | Beloften FC Twente                                | 0 – 3 (0 – ?) | sc Heerenveen  |  |
| Plaats: Hengelo FC Twente-trainingscentrum |                                                   |               | Onbekend       |  |
| Kwartfinale                                | Willem II                                         | 2 – 1 (? – ?) | sc Heerenveen  |  |
| Plaats: Tilburg Sportcomplex Bijstervelden | Marjolijn van den Bighelaar 90+1' Leonie Haagmans |               | Marije Brummel |  |

## Statistieken sc Heerenveen 2009/2010

### Eindstand sc Heerenveen Vrouwen in de Eredivisie 2009 / 2010
| Stand | Gespeeld | Gewonnen | Gelijk | Verloren | Punten | Doelpunten voor | Doelpunten tegen | Gele kaarten | Rode kaarten |
| ----- | -------- | -------- | ------ | -------- | ------ | --------------- | ---------------- | ------------ | ------------ |
| 6e    | 20       | 4        | 6      | 10       | 18     | 19              | 30               | 8            | 1            |

### Topscorers
| #      | Naam                | Goal |
| ------ | ------------------- | ---- |
| 1.     | Sylvia Smit         | 11   |
| 2.     | Lieke Martens       | 2    |
| 3.     | Si Shut Hau         | 1    |
| 3.     | Jorike Olde Loohuis | 1    |
| 3.     | Marije Brummel      | 1    |
| 3.     | Cynthia Beekhuis    | 1    |
| 3.     | Nangila van Eyck    | 1    |
| 3.     | Carmen Manduapessy  | 1    |
| Totaal | Totaal              | 19   |

| #      | Naam                                | Goal |
| ------ | ----------------------------------- | ---- |
| 1.     | Marije Brummel                      | 1    |
| –      | Onbekend (Tegen SC 't Zand)         | 7    |
| –      | Onbekend (Tegen Beloften FC Twente) | 3    |
| Totaal | Totaal                              | 11   |

### Kaarten
| #      | Naam                |   |
| ------ | ------------------- | - |
| 1.     | Lisanne Schaareman  | 2 |
| 1.     | Jorike Olde Loohuis | 2 |
| 2.     | Si Shut Hau         | 1 |
| 2.     | Atty Eelkema        | 1 |
| 2.     | Nathalie Kothai     | 1 |
| 2.     | Sylvia Smit         | 1 |
| Totaal | Totaal              | 8 |

| #      | Naam        |   |
| ------ | ----------- | - |
| 1.     | Si Shut Hau | 1 |
| Totaal | Totaal      | 1 |

| #      | Naam        |   |
| ------ | ----------- | - |
| –      | Geen speler | 0 |
| Totaal | Totaal      | 0 |